# Franz Lechner (Politiker, 1900)
Franz Lechner (* 10. Juli 1900 in Kolsass, Bezirk Innsbruck-Land, Tirol; † 11. Februar 1975 in Innsbruck, Tirol) war ein österreichischer Politiker der Österreichischen Volkspartei (ÖVP) und zweimaliger Präsident des Österreichischen Bundesrats.

## Leben
Nach dem Besuch der Volksschule sowie der Gymnasien in Brixen und Hall in Tirol studierte er Rechtswissenschaft an der Universität Innsbruck und schloss dieses Studium 1923 mit der Promotion zum Doktor der Rechte ab. Ein anschließendes Studium der Agrarwissenschaft an der Hochschule für Bodenkultur in Wien beendete er 1928 als Diplom-Ingenieur. Danach war er als Direktor der Landesbauernkammer von Tirol beruflich tätig.
Nach dem Ende des Zweiten Weltkrieges begann er eine politische Laufbahn in der ÖVP und war zunächst von 1945 bis 1949 Abgeordneter im Tiroler Landtag.
Daneben wurde er am 7. März 1946 Mitglied des Bundesrates und gehörte diesem während der V. und VI. Gesetzgebungsperiode bis zum 18. Mai 1954 an. Während dieser Zeit war er zwei Mal Präsident des Bundesrates und zwar zum einen vom 1. Juli bis zum 31. Dezember 1949, zum anderen vom 1. Januar 1954 bis zu seinem Ausscheiden aus dem Bundesrat am 18. Mai 1954.
Im Anschluss wurde Lechner am 18. Mai 1954 Abgeordneter des Nationalrates und vertrat in diesem während der VII., VIII. und IX. Gesetzgebungsperiode die Interessen der ÖVP.